# Sborni
Sborni - Сборный (rus) - és un khútor del krai de Krasnodar, a Rússia. Es troba a la riba dreta d'un petit afluent del riu Sossika, a 16 km al nord-est de Krílovskaia i a 146 km al nord-est de Krasnodar, la capital.
Pertany al municipi d'Oktiàbrskaia.